# Xaver Edmund Karl von Mellenthin
Xaver Edmund Karl von Mellenthin (* 29. September 1827 in Glambeck; † 24. August 1915 in Berlin) war ein preußischer Offizier.

## Leben
Xaver von Mellenthin entstammte der Linie Glambeck des pommerschen Adelsgeschlechts Mellenthin. Er war das zehnte Kind des Rittmeisters a. D. und Ritterschaftsrats Otto Jobst Ferdinand von Mellenthin auf Glambeck (1787–1859) und dessen zweiter Frau Emilie Henriette, geb. von der Marwitz (1794–1846). Bernhard von Mellenthin war sein Halbbruder aus der ersten Ehe seines Vaters.
Xaver erhielt seine Schulbildung im elterlichen Haus und im Kadettenkorps in Berlin. Im Alter von 16 Jahren trat er am 4. Juli 1844 als Unteroffizier in die 12. Kompanie des Leib-Grenadier-Regiment „König Friedrich Wilhelm III.“ (1. Brandenburgisches) Nr. 8 ein. Von 1844 bis 1846 war er zur Divisionsschule in Frankfurt an der Oder kommandiert. Am 9. November 1845 wurde er Portepee-Fähnrich mit Patent vom 25. September 1845 und am 18. Mai 1847 Sekondeleutnant. Von August bis Oktober 1851 war er zur Gewehrfabrik in Sömmerda abkommandiert. Vom 14. Oktober 1853 bis 30. September 1856 tat er Dienst als Adjutant beim II. Bataillon (Soldin) des 8. Landwehr-Regiments. Am 6. Juli 1858 erfolgte seine Beförderung zum Premierlieutenant. Vom 1. Oktober 1858 bis 1. Juli 1860 war er Kompanieführer beim II. Bataillon (Soldin) des 8. Landwehr-Regiments. Dann wurde er in das neuaufgestellte 8. kombinierte Infanterie-Regiment versetzt. Am 13. Dezember 1860 wurde er Hauptmann und Kompaniechef der 8. Kompanie.
Während des Krieges gegen Dänemark setzte Mellenthin am 15. März 1864 als Hauptmann der 8. Kompanie im nunmehrigen 5. Brandenburgischen Infanterie-Regiment Nr. 48 mit 160 Mann in requirierten Booten von Heiligenhafen über, um die Insel Fehmarn aus den Händen von Dänen zu befreien. Für diese erfolgreiche Kommandoaktion erhielt er den Roten Adlerorden IV. Klasse mit Schwertern. Die Fehmaraner sahen Mellenthin als Befreier an, errichteten zu seinen Ehren in Burg auf Fehmarn ein Denkmal und benannten einen Platz nach ihm. Im historischen Rathaus hängt heute noch ein Porträtbild von Mellenthin.
1870 wurde er als Major Kommandeur des II. Bataillons des Regiments. Mit ihm machte er den Feldzug gegen Frankreich mit. 1875 wurde er zum Oberstleutnant befördert.
1876 wurde er zur Disposition gestellt und zum Bezirkskommandeur des I. Bataillons des Landwehr-Regiments 24 in Brandenburg an der Havel ernannt. 1800 wurde ihm der Charakter als Oberst verliehen. 1884 wurde er vom Kommando entbunden. Am 16. August 1887 wurde er endgültig verabschiedet. Er behielt die Erlaubnis zum Tragen der Uniform des Leib-Grenadier-Regiments „König Friedrich Wilhelm III.“ (1. Brandenburgisches) Nr. 8.
In seiner langen Dienstzeit nahm Mellenthin an nicht weniger als 25 Schlachten und Gefechten teil.
Verheiratet war er mit Charlotte Johanne von Zwehl (* 29. Dezember 1827; † 5. April 1902). Das Paar hatte einen Sohn, Bernhard Xaver von Mellenthin (1859–1923), der ebenfalls Offizier wurde, zuletzt Oberst, und eine Tochter Karoline (* 1869).

## Auszeichnungen
- Roter Adlerorden, 4. Klase mit Schwertern (29. März 1864)[7]
- Königlicher Kronen-Orden (Preußen), 3. Klasse (10. Mai 1884)[8]
- Eisernes Kreuz (1870), I. Klasse (mit der II. Klasse am schwarzen Bande)[9]
- Johanniterorden, Ehrenritter (26. Februar 1876)[10]

## Werke
- Husaren-Streich der 8ten Compagnie 5. Brandenburgischen Infanterie-Regiments No. 48: Der Ueberfall auf Fehmarn; Jubelschrift zum 15. März 1889. Burg a/F.: N. Dose 1889
- Der Überfall auf Fehmarn: Husaren-Streich d. 8. Komp. 5. Brandenb. Inf.-Regiments Nr. 48 unter Hauptmann X(aver) v. Mellenthin. 2. Auflage Berlin: Schmitz & Bukofzer (1913)
- Napoleons Feldzug in Rußland: 1812. Zur hundertjährigen Erinnerung. Potsdam: Stein 1912